# Edward Coverley Kennedy
Edward Coverley Kennedy (Hampshire, 31 agosto 1879 – Oceano Atlantico, 23 novembre 1939) è stato un militare inglese, veterano della prima guerra mondiale dove aveva combattuto durante la battaglia dello Jutland venendo decorato con la Croce di Cavaliere della Legion d’onore. Al termine del conflitto prese parte, al comando dell'incrociatore leggero Cassandra, ad una spedizione navale in appoggio ai Paesi baltici che stavano combattendo contro i bolscevichi per la loro indipendenza, ma la sua unità andò persa per urto contro una mina il 5 novembre 1918 nel golfo di Finlandia. Sottoposto a corte marziale dovette lasciare la marina militare. Richiamato in servizio nell'agosto 1939, all'età di sessanta anni, gli fu affidato il comando dell'incrociatore ausiliario Rawalpindi con il quale, il 23 novembre 1939, impegnò un impari combattimento contro una formazione tedesca composta dagli incrociatori da battaglia Scharnhorst e Gneisenau.

## Biografia
Nacque il 31 agosto 1879 nell’Hampshire, in Gran Bretagna, figlio di Edward Briggs e Caroline Edith Jackson. Entrato nella Royal Navy il 15 gennaio 1893, servì in Cina.  Promosso tenente il 9 novembre 1900, divenne capitano di fregata il 31 dicembre 1912, assumendo l’anno successivo l'incarico di vicecomandante dell’incrociatore corazzato Antrim. Durante la prima guerra mondiale partecipò alla battaglia dello Jutland, dove fu decorato con la Croce di Cavaliere della Legion d’onore dal governo francese il 15 settembre del 1916.

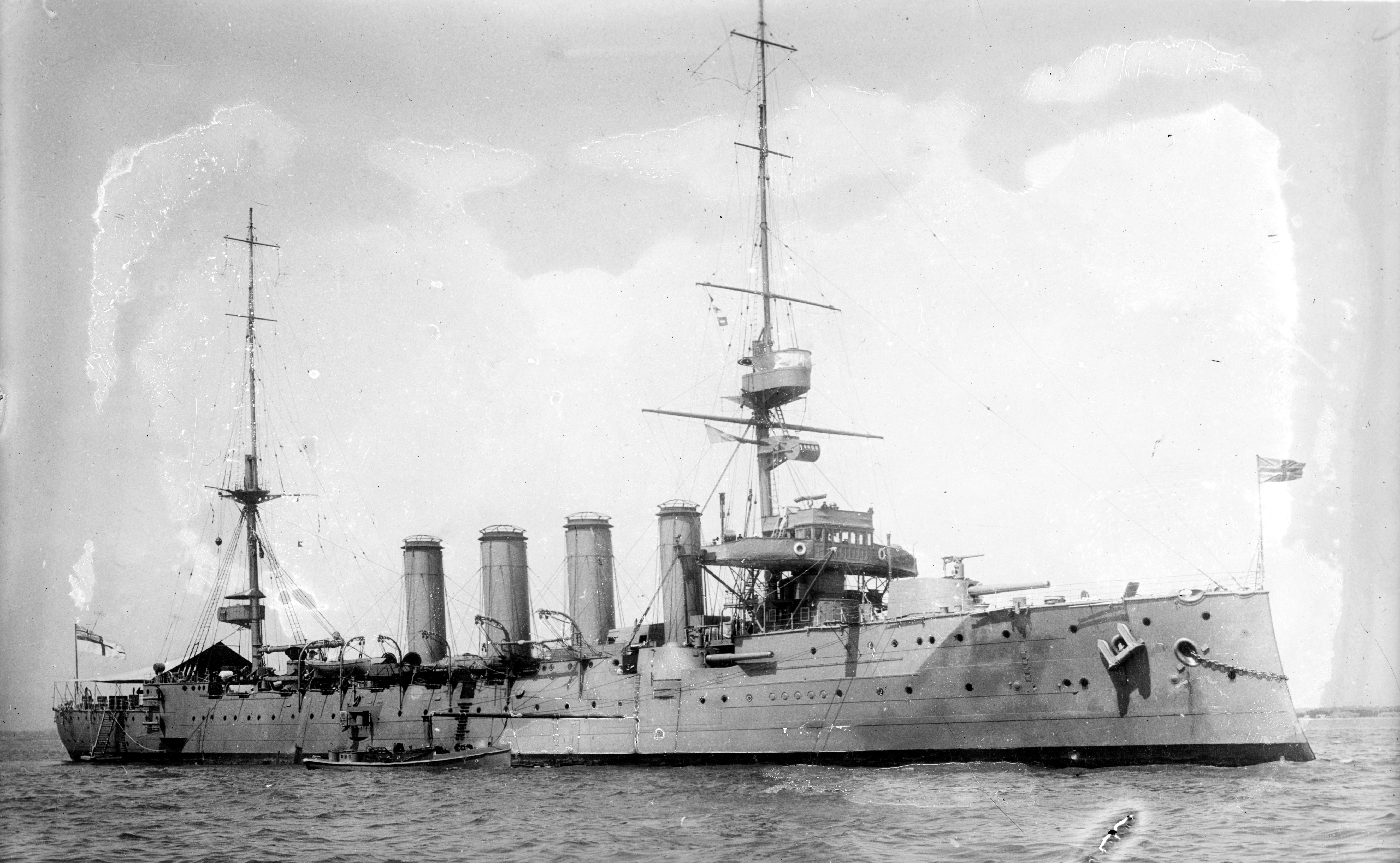
L'incrociatore corazzato Antrim in una foto del 1905.

Capitano di vascello dal 31 dicembre 1917, all’inizio dell’anno successivo assunse il comando del dragamine Angora. Nel maggio del 1918  assunse il comando dell’incrociatore leggero Cassandra, e dopo il termine delle ostilità partecipò alla missione di scorta alla Hochseeflotte che doveva essere internata presso la base navale di Scapa Flow. Il 5 novembre 1918 il Cassandra, che faceva parte di una forza navale britannica al comando del contrammiraglio Edwyn Alexander-Sinclair, inviato nel Mare Baltico per sostenere l'indipendenza di Lituania, Lettonia e Estonia contro le mire dei bolscevichi, andò perso nel golfo di Finlandia per urto contro una mina. Il 21 gennaio 1919 divenne comandante dell’incrociatore leggero Costance, ma fu poi sottoposto a corte marziale per la perdita del Cassandra, e lasciò la marina il 1 marzo 1923, andando a lavorare come agente per il Conservative and Unionist Party nel sud del Buckinghamshire.
Fu richiamato in servizio poco prima dello scoppio della seconda guerra mondiale per assumere il comando dell’incrociatore ausiliario Rawalpindi. Il 19 ottobre il Rawalpindi, di scorta ad un convoglio, intercettò il mercantile tedesco Gonzenheim (4574 tsl.) a sud-est dell’Islanda, che fu autoaffondato dal suo equipaggio prima di essere catturato.
Il 23 novembre  il Rawalpindi si trovava in missione di pattugliamento tra l'Islanda e le isole Fær Øer, quando avvistò una nave sospetta che fu identificata nella corazzata tascabile Deutschland. Dopo aver lanciato il segnale di scoperta alla Home Fleet, egli mandò l’equipaggio ai posti di combattimento, emettendo poi una cortina fumogena per nascondersi, e cercando di raggiungere un iceberg per avere migliore protezione.  Si trattava in realtà dall'incrociatore da battaglia tedesco Gneisenau, nave di bandiera dell’ammiraglio Wilhelm Marschall, che con il gemello Scharnhorst era impegnato in una missione di contrasto al traffico mercantile inglese. Quando sopraggiunse anche lo Scharnhorst il suo comandante, capitano di vascello Kurt Caesar Hoffmann, gli intimò di arrendersi, sparando alcuni colpi a prora del Rawalpindi, e poi gli segnalò di abbandonare la nave. Nonostante l'evidente inferiorità egli accettò il combattimento tra l’incredulità degli ufficiali tedeschi, sparando una salva con i cannoni da 152 mm contro il Gneisenau, e poi subito dopo una contro lo Scharnhorst. Il fuoco concentrato degli incrociatori da battaglia determinò l’affondamento della nave inglese in 15 minuti, ma essa continuò a sparare fino all’ultimo istante. L’equipaggio dello Scharnhorst recuperò 27 membri dell’equipaggio, mentre altri 11 furono poi recuperati dell’incrociatore ausiliario Chitral.  Gli altri 238 ufficiali e marinai, tra cui il comandante Kennedy, risultarono deceduti.
L'11 luglio 1940 egli fu ufficialmente menzionato nei Dispatches dell’Ammiragliato.
Sposato con la signora Rosalind Margaret Grant, la coppia ebbe due figli, Ludovic, che divenne un famoso giornalista della BBC e scrittore, e Katherine.